# Nitker

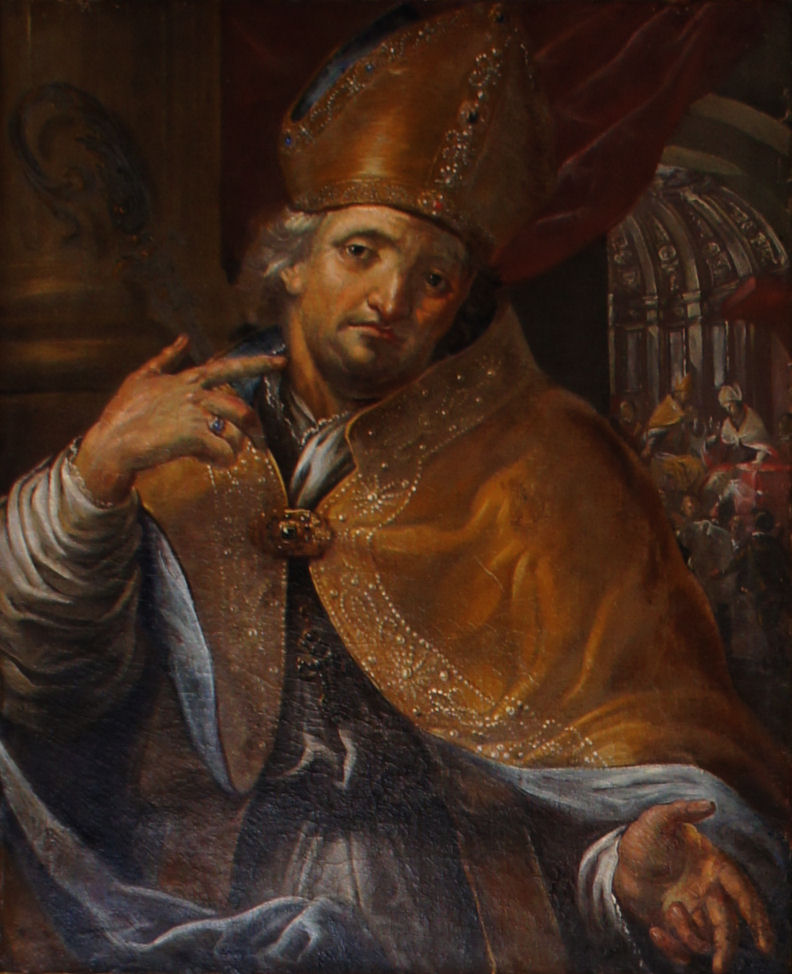
Nitker auf einem Gemälde im Fürstengang Freising

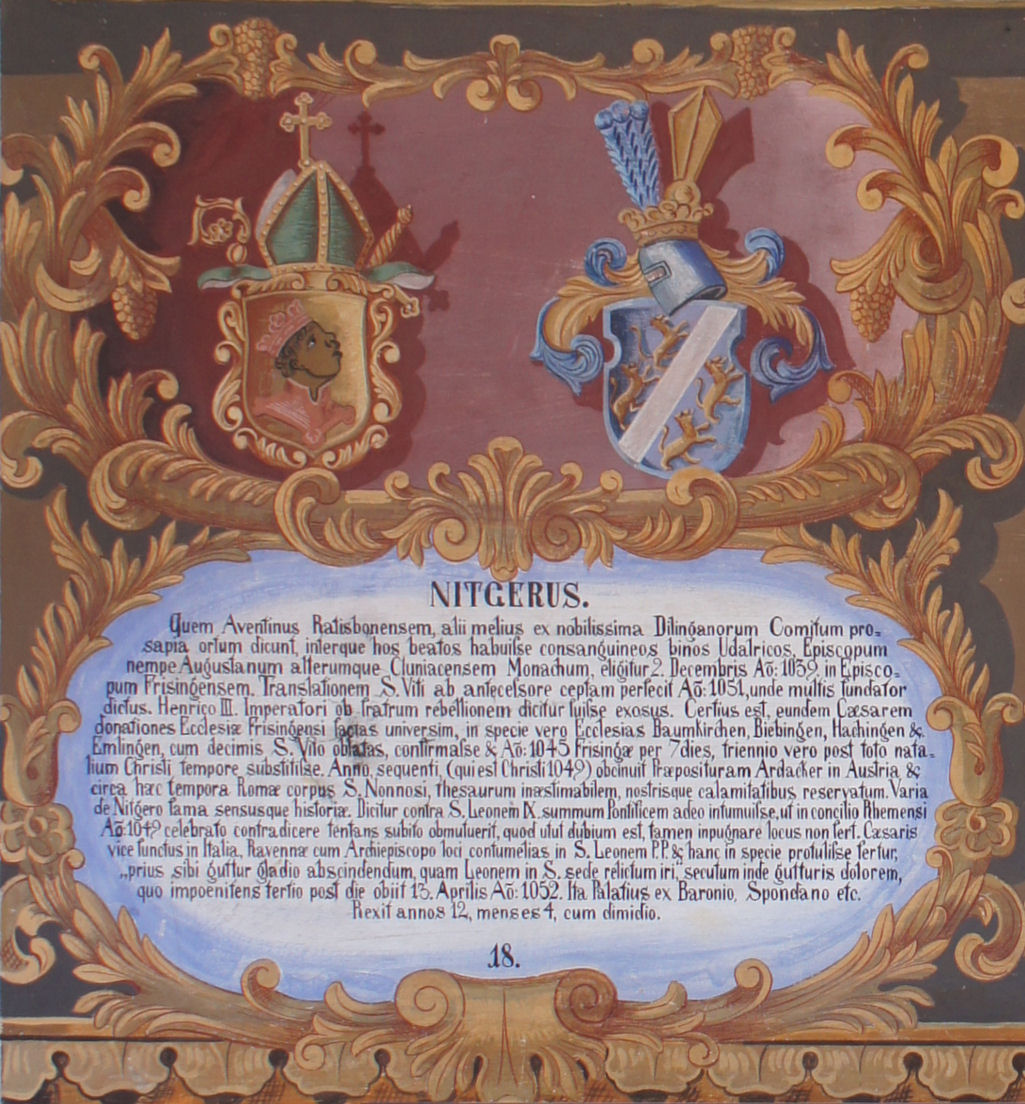
Wappentafel von Nitker im Fürstengang Freising

Nitker von Freising, auch Nizzo († 6. April 1052) war von 1039 bis 1052 der 18. Bischof von Freising.
Nitker gehörte einer begüterten Regensburger Kaufmannsfamilie an, zu der Heinrich III. freundschaftliche Beziehungen unterhielt. Unter Bischof Nitker kam ein Großteil der Reliquien des Hl. Nonnosus nach Freising, wo sie ein vielbesuchtes Wallfahrtsziel waren. Dem Öl der Grablampe wurde Heilkraft nachgesagt, durch eine Öffnung im Steinsarg kann man bis heute hindurchkriechen und so Hilfe erfahren.
Als der Eichstätter Bischof Heribert auf seiner Rückreise vom Kaiserhof 1042 in bzw. nahe Freising starb, bestattete ihn Nikter, der ihn begleitet hatte, in dem von Heribert gegründeten Kloster Sankt Walburg in Eichstätt.